# 圣科洛马-德格拉马内特
圣科洛马-德格拉马内特（西班牙語：Santa Coloma de Gramanet，加泰隆尼亞語發音：[ˈsantə kuˈlomə ðə ɣɾəməˈnɛt]）是西班牙加泰罗尼亚巴塞罗那省的一个市镇。总面积7平方公里，总人口120,029人（2013年），人口密度18,269人/平方公里。